# إلين وونغ
إلين وونغ (بالإنجليزية: Ellen Wong) هي ممثلة كندية معروف بدور «نايفز تشاو» في فيلم الكوميديا سكوت بيلجرام يواجه العالم. هي حالياً تشارك في مسلسل يوميات كاري.

## أعمالها
| سنة         | عنوان                       | دور            | ملاحظات                                   |
| ----------- | --------------------------- | -------------- | ----------------------------------------- |
| 2005        | This Is Wonderland          | آيمي           | مسلسل تلفزيوني                            |
| 2006        | Runaway                     | مارسي          | مسلسل تلفزيوني، حلقة "End Game"           |
| 2010        | Unnatural History           | هوشي           | مسلسل تلفزيوني، حلقة "Heart of a Warrior" |
| 2010        | Scott Pilgrim vs. the World | نايفز تشاو     |                                           |
| 2011        | Silent Cargo                | داي يو         | فيلم قصير                                 |
| 2011        | Combat Hospital             | سوزي تشاو      | مسلسل تلفزيوني، 12 حلقة                   |
| 2012        | Silent Night                | بريندا         |                                           |
| 2013–الحاضر | The Carrie Diaries          | جيل "ماوس" تشن | مسلسل تلفزيوني، طاقم رئيسي                |

## روابط خارجية
- إلين وونغ على موقع IMDb (الإنجليزية)
- إلين وونغ على موقع ألو سيني (الفرنسية)
- إلين وونغ على موقع ألو سيني (الفرنسية)
- إلين وونغ على موقع ميوزك برينز (الإنجليزية)
- إلين وونغ على موقع أول موفي (الإنجليزية)
- إلين وونغ على موقع بوكس أوفيس موجو (الإنجليزية)
- إلين وونغ على موقع قاعدة بيانات الأفلام السويدية (السويدية)
- إلين وونغ على موقع قاعدة بيانات الفيلم (الإنجليزية)
- إلين وونغ على موقع كينوبويسك (الروسية)